# Itsamia
Itsamia är en ort i Komorerna.   Den ligger i distriktet Moheli, i den västra delen av landet, 100 km sydost om huvudstaden Moroni. Itsamia ligger 53 meter över havet och antalet invånare är 611. Den ligger på ön Mohéli.
Terrängen runt Itsamia är platt åt sydväst, men åt nordväst är den kuperad. Havet är nära Itsamia österut.  Närmaste större samhälle är Fomboni, 16,5 km nordväst om Itsamia. 